# Marcha del Orgullo LGBT de Cuenca
La Marcha del Orgullo LGBT de Cuenca es una manifestación que se celebra de forma anual en la ciudad de Cuenca, Ecuador, en conmemoración del Día Internacional del Orgullo LGBT. Durante la marcha, personas pertenecientes a las poblaciones LGBT recorren calles de la ciudad con vestimentas coloridas y carteles con mensajes reivindicativos como muestra de orgullo por su identidad y como conmemoración de la lucha por la inclusión social y los derechos de la diversidad sexual.
La marcha se realizó por primera vez en 2014 y tiene lugar cada año a finales de junio en el centro histórico de la ciudad. La concurrencia alcanza varios miles de personas en cada edición, llegando a aproximadamente los 5000 asistentes en la marcha de 2023. Además de los actos comunes que se realizan en otras marchas similares, es tradicional en la marcha de Cuenca la quema de la vaca loca.

## Antecedentes
Antes de realizar la primera marcha del orgullo, activistas LGBT de Cuenca celebraban el Día Internacional del Orgullo LGBT con otros eventos reivindicativos. A finales de junio de 2012, la agrupación Verde Equilibrante se convirtió en la primera en celebrar la fecha por medio de varias actividades en honor al orgullo que culminaron con un evento llamado «Iluminando los sueños que otros apagaron», que se desarrolló en la Plazoleta de La Merced y consistió en un espectáculo musical y la liberación de globos de colores. El acto tuvo una concurrencia de alrededor de 150 personas, quienes luego realizaron un paseo en un bus de dos pisos por las calles de la ciudad junto a la reina de la comunidad LGBTI local.
Al año siguiente, las celebraciones se desarrollaron el 28 de junio en el Parque de la UNE, en la intersección de las calles Presidente Córdova y Presidente Borrero. El evento, que contó con música, carteles y banderas LGBT, fue organizado por Verde Equilibrante y la Asociación Silueta X y tuvo como cierre una carrera de tacones que se desarrolló en la calle  Presidente Borrero, entre Mariscal Sucre y Presidente Córdova.

## Marcha del orgullo
La primera Marcha del Orgullo LGBT de Cuenca se llevó a cabo el 23 de junio de 2014, poco después de la aprobación en primer debate de la Ordenanza para la Inclusión, el Reconocimiento y Respeto a la Diversidad Sexual y Sexo Genérica en el Cantón Cuenca. El evento fue organizado por las activistas lésbicas Vanessa Morocho y Yesenia Castro, con el apoyo de la Red LGBTI del Azuay.
En un principio, el municipio de Cuenca no quería otorgar los permisos para marchar por las calles del centro histórico de la ciudad y en su lugar recomendó marchar por el Paseo 3 de noviembre, en un trayecto de dos cuadras. No obstante, los organizadores se unieron a otros activistas LGBT, entre ellos Janneth Peña, para reclamar por un recorrido que permitiera visibilizarse, por lo que el municipio cedió y aprobó una nueva ruta. La marcha finalmente recorrió la calle Bolívar hasta llegar al Parque Abdón Calderón, luego la Presidente Borrero hasta la Calle Larga y culminó en el Puente Roto, a la altura de la iglesia de Todos los Santos. Esta primera marcha incluyó una quema de la vaca loca, que posteriormente se volvió tradición.
La Red LGBTI del Azuay continuó participando en la organización del evento en años siguientes. En 2015, la marcha inició en el Paseo 3 de noviembre y llegó al sector del Puente Roto, incluyendo entre los asistentes carrozas alegóricas, grupos de bailarines y zanqueros. Esta edición contó además por primera vez con una tarima, que se ubicó en la Plazoleta de la Merced y donde se realizaron presentaciones artísticas.
La marcha de 2019 tuvo una afluencia de personas mucho mayor a años anteriores como efecto directo de la legalización del matrimonio entre personas del mismo sexo en Ecuador, hecho que había ocurrido semanas antes en ese mismo año.
La edición de 2022 fue inicialmente suspendida debido al Paro Nacional de Ecuador, pero finalmente se realizó el 22 de julio. La misma inició en el Parque de San Blas y culminó en el sector del Puente Roto, donde se desarrolló el espectáculo artístico tradicional. En los años siguientes, la marcha finalizó en la Plaza de San Francisco e incluyó espectáculos musicales, de danza, teatrales y de drag queens.